# Nahed Hattar
Nahed Hattar (in arabo ناهض حتر‎?; 1960 – Amman, 25 settembre 2016) è stato uno scrittore e giornalista giordano.

## Biografia
Nato in una famiglia cristiana, si dichiarava ateo e anti-islamista. Si è laureato presso l'Università di Giordania. Attivista politico, è stato un deciso sostenitore del presidente siriano Bashar al-Assad e uno strenuo oppositore dell'ISIS e di al-Qaeda. Nel corso della sua carriera è stato più volte al centro di polemiche a causa delle sue prese di posizione su Assad e delle sue idee nei confronti della religione e dell'Islam.
Il 13 agosto 2016 è stato arrestato dalla polizia giordana con l'accusa di blasfemia (reato introdotto pochi anni prima nell'ordinamento penale del paese) e incitamento al razzismo, per aver pubblicato, sul social network Facebook, una vignetta satirica in cui prendeva di mira la visione, secondo lui distorta, che del paradiso islamico sono portatori gli esponenti dello Stato Islamico, che, secondo le autorità giordane, offendeva la religione islamica. Nel mese di settembre è stato liberato su cauzione in attesa del processo.
Il 25 settembre 2016 è stato assassinato con tre colpi di pistola alla testa da una persona che lo ha affrontato davanti al Tribunale di Amman dove si stava recando per essere processato. L'omicida, arrestato sulla scena del delitto, sarebbe un predicatore di una moschea di Amman.